# Arrigo Boito
Arrigo Boito (Padova, 24. veljače 1842. – Milano, 10. lipnja 1918.), talijanski književnik i skladatelj.
Bio je garibaldinac, mnogo je putovao Europom, upoznao Baudelairea, oduševljavao se Richardom Wagnerom.
Bio je sudionik Milanske boheme kojoj pridonosi bizarnim kratkim spjevom "Kralj Orso", "Knjigom stihova" i operom "Mefistofele", za koju je dao i glazbu i libreto.
Prihvaća pesimističku ironiju romantičara i naglašava nerješiv sukob idealnog i realnog. U svojim operama isprepliće tradicionalni talijanski operni stil s vagnerijanskim i mjestimice impresionističkim stilskim elementima.
Pisao je pjesnički dotjerana libreta za opere Giuseppea Verdija ("Otello", "Falstaff"), Amilcarea Ponchiellija ("La Gioconda") i druge skladatelje.
Napisao je i libreto za Verdijevu kantatu "Inno delle nazioni".